# Hartyáni-patak
A Hartyáni-patak a Gödöllői-dombságban ered, Váchartyán északi határában, Pest vármegyében, mintegy 200 méteres tengerszint feletti magasságban. A patak forrásától kezdve déli, majd nyugati irányban halad, majd Gödnél éri el a Sződ–Rákos-patakot[forrás?].
A patak Váchartyánnál veszi fel a Bara-patak vizét, Sződnél pedig a Tece-patak vizeit.

## Part menti települések
- Váchartyán
- Csörög
- Sződ
- Sződliget
- Göd